# Armoiries de la Polynésie française
 (novembre 2022).
Si vous disposez d'ouvrages ou d'articles de référence ou si vous connaissez des sites web de qualité traitant du thème abordé ici, merci de compléter l'article en donnant les références utiles à sa vérifiabilité et en les liant à la section « Notes et références ».
Les armes de la Polynésie française sont inscrites dans un champ circulaire et sont d’argent à la pirogue polynésienne de gueules, vue de face, sa voile de même, le tout cerné de tenné, les deux figurines symbolisées des proues, la plate-forme transversale et les cinq tikis posés dessus étant aussi de tenné ; dix larges rayons d’or répartis cinq et cinq accompagnant en chef la pirogue, qui est posée sur une mer de cinq rangées de vagues d’azur.
Les armoiries de la Polynésie française figurent au centre du drapeau de la Polynésie française.